# سونيت 61
السونيت 61 هي واحدة من السوناتات الـ 154 التي كتبها الكاتب والشاعر الإنجليزي وليام شكسبير.